# Robert William Wilcox
assinatura

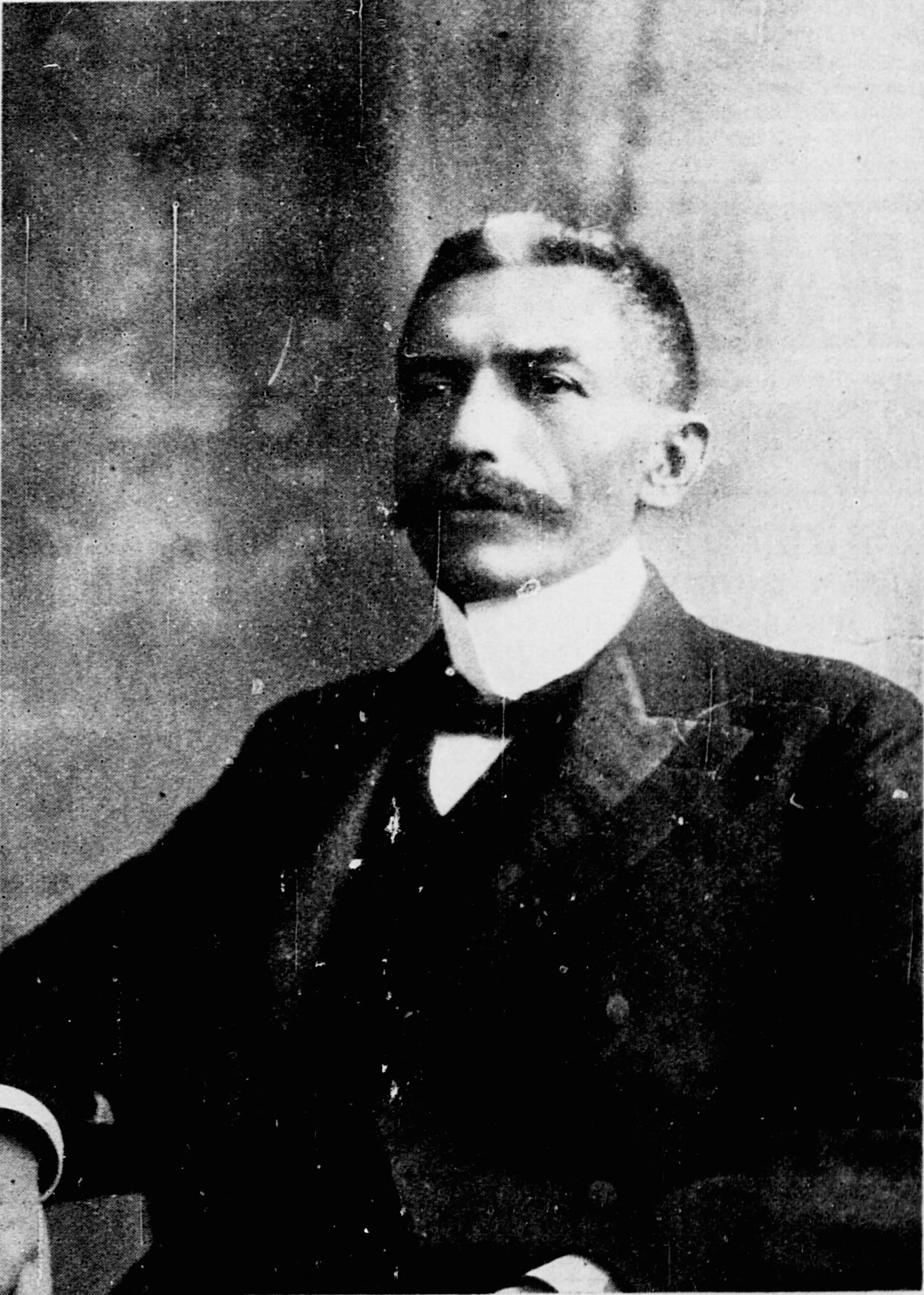

Robert William Kalanihiapo Wilcox (15 de fevereiro de 1855 - 23 de outubro de 1903), apelidado de Duque de Ferro do Havaí, foi um soldado e político revolucionário havaiano. Liderou revoltas contra o governo do Reino do Havaí sob o rei Kalākaua e contra a República do Havaí sob Sanford B. Dole, que atualmente são conhecidas como rebeliões de Wilcox. Mais tarde foi eleito primeiro delegado do Congresso dos Estados Unidos para o Território do Havaí.